# 百恵
百恵（ももえ）は、サンミュージックプロダクション所属のお笑いコンビ。2016年結成、2022年解散。その後、2025年に再結成。旧コンビ名、モンローズ。

## メンバー
宮本 勇気（みやもと ゆうき、1991年2月23日 - ）（34歳）
ツッコミ担当。
東京都出身。身長168 cm、体重53 kg。血液型はO型。BWHはそれぞれ89・69・87。足の大きさ26 cm。
趣味は野球・テレビゲーム、特技は歌。
解散後は、ヤマト（元ガッツマン）とのユニット「明るい炎」としてしばらく活動。M-1グランプリ2023では3回戦進出。
その後、ヤス（ナイチンゲールダンス）が主催した「九条相方探しライブ」をきっかけとして2024年5月2日に九条ジョー（元コウテイ）と「レ・ヴァン」を結成する旨を発表し、後に正式なコンビとして結成し吉本興業に移籍。2024年12月10日には個人名を「たいよう」に改名するも、結成から約8か月後の2025年1月13日に行われたライブ「レ・ヴァン・デ・ア・ラ・カルト」をもって解散。当コンビの再結成以降は、芸名を本名名義に戻している。

マエノ リュウタ（1992年11月29日 - ）（32歳）
ボケ・ネタ作り担当。
本名：前野 隆太（読み同じ）
鹿児島県出身。身長175 cm、体重52 kg。血液型はO型。BWHはそれぞれ79・64・84。足の大きさ26 cm。
趣味は人が論破されたり口喧嘩してる動画を見ること、特技は悪口。
普通自動車免許、漢検2級を所持している。
解散後はグリフォン國松と「ピノッチオ」を結成し、吉本興業に移籍するも2025年1月9日に解散を発表。

## 来歴
NSC大阪校を34期生として卒業し、ピン芸人として活動していたマエノがよし（トキヨアキイ）の紹介で養成所は違えど同期の宮本と出会い、コンビを結成。M-1グランプリでは2018年に準々決勝へ進出し、2019年では3回戦進出。同年の「ビートたけし杯 漫才日本一」では準優勝扱いとなる高田文夫賞を受賞した。同年、ユーロライブにて初めて単独ライブを開催。また、2021年にはNHK新人お笑い大賞の決勝に進出した。
2022年11月7日、解散を発表。なお、解散後は2人とも新しいコンビとして吉本に移籍した後、どちらも2025年1月にコンビを解散している。
2025年3月、共に吉本を退社しフリーとして再結成を発表。それに伴い、コンビ名を「百恵」に改めた。同年6月には古巣であるサンミュージックプロダクションに復帰している。

## 芸風
主に漫才で、宮本の熱血系キャラをイジったネタが多い。

## 賞レース成績

### Mｰ1グランプリ
| 年度             | 結果         | エントリー No. | 会場                   | 日程     |
| ---------------- | ------------ | -------------- | ---------------------- | -------- |
| 2016年（第12回） | 1回戦敗退    | 970            | 新宿シアターモリエール | 8月4日   |
| 2017年（第13回） | 2回戦進出    | 1092           | 雷5656会館ときわホール | 10月3日  |
| 2018年（第14回） | 準々決勝進出 | 1059           | NEW PIER HALL          | 11月6日  |
| 2019年（第15回） | 3回戦進出    | 865            | ルミネtheよしもと      | 11月9日  |
| 2020年（第16回） | 2回戦進出    | 947            | よしもと有楽町シアター | 11月4日  |
| 2021年（第17回） | 3回戦進出    | 301            | よしもと有楽町シアター | 11月1日  |
| 2022年（第18回） | 2回戦進出    | 419            | 雷5656会館ときわホール | 10月13日 |

### その他
- 2019年「ビートたけし杯 漫才日本一」準優勝
- 2021年 NHK新人お笑い大賞 決勝進出
- 2022年 ナルゲキ最強決定戦 決勝進出

## 出演

### テレビ
- 有田ジェネレーション（TBS）2019年11月26日
- サンドと石井と知りすぎた芸人たちの会!（フジテレビ）2020年8月1日、宮本のみ
- そろそろ にちようチャップリン（テレビ東京）2021年10月2日
- ネタパレ（フジテレビ）2019年7月18日
- わらたまドッカ〜ン（NHK）2022年1月17日
- ぺこぱポジティブNEWS（テレビ朝日）2022年1月19日・26日